# Estação Sesc-Pompeia
A Estação Sesc–Pompeia será uma das futuras estações do Metrô de São Paulo e pertencerá à Linha 6–Laranja, que atualmente se encontra em obras. Em sua primeira fase, com 15,9 quilômetros de extensão, a Linha 6 deverá interligar o bairro da Vila Brasilândia, na Zona Norte de São Paulo, à Estação São Joaquim, da Linha 1–Azul. Posteriormente, a linha deverá interligar a Rodovia dos Bandeirantes ao bairro da Cidade Líder, na Zona Leste.
A Estação Sesc–Pompeia ficará localizada na confluência entre a Avenida Pompeia e a Rua Venâncio Aires, onde atenderá o Estádio Allianz Parque e o Shopping Bourbon, situados entre os distritos de Barra Funda e Perdizes, ambos na Zona Oeste.

## História
Em 2017, o governador Geraldo Alckmin prometeu a entrega da primeira fase da linha para 2020, prazo este que acabaria descartado devido a um atraso de um ano no financiamento da Caixa Econômica Federal, que seria usado para o pagamento das desapropriações. Em junho de 2016, a entrega da linha estava prevista para 2021, prazo mantido em outubro de 2017, quando o reinício das obras foi anunciado para o início de 2018.
Atualmente, a previsão para abertura da linha é de 2027. A princípio, a estação iria ser chamada apenas de Pompeia.[carece de fontes?]

## Características
Estação enterrada com plataformas laterais, estruturas em concreto aparente e salas de apoio do nível da superfície. Possuirá acesso para pessoas portadoras de deficiência.
| Sigla | Estação      | Inauguração              | Capacidade     | Integração               | Plataformas | Posição     | Notas                                      |
| ----- | ------------ | ------------------------ | -------------- | ------------------------ | ----------- | ----------- | ------------------------------------------ |
| N/D   | Sesc–Pompeia | Segundo semestre de 2026 | Não confirmada | Bilhete Único da SPTrans | Laterais    | Subterrânea | Estação com estrutura de concreto aparente |

## Funcionamento da linha
| Linha     | Terminais                 | Estações | Conexões |
| --------- | ------------------------- | -------- | --- |
| 6 Laranja | Brasilândia ↔ São Joaquim | 15       | Água Branca (Linhas 3-Vermelha, 7-Rubi, 8-Diamante e 9-Esmeralda), Higienópolis-Mackenzie (Linha 4-Amarela) e São Joaquim (Linha 1-Azul) |